# منتاستا لیک (آلاسکا)
منتاستا لیک (به انگلیسی: Mentasta Lake) شهری در ناحیه سرشماری والدز-کوردووا، آلاسکا ایالت آلاسکا است که جمعیت آن در سرشماری سال ۲۰۰۰ میلادی ۱۴۲ نفر بوده‌است.